# Demócrito Rocha
Demócrito Rocha (Caravelas, 14 de abril de 1888 — Fortaleza, 29 de novembro de 1943) foi um político, poeta, maçom e jornalista brasileiro. Integrou a Academia Cearense de Letras e o Instituto do Ceará.

## Biografia
Depois de uma passagem rápida por Salvador, em 1907, foi para Aracaju, onde estudou na Escola de Odontologia de Sergipe. Prestou concurso para telegrafista e mudou-se para Fortaleza, onde concluiu seus estudos pela Faculdade de Farmácia e Odontologia do Ceará em 1921, tendo sido professor dessa faculdade a partir de 1922.
Iniciou a atividade jornalística em 1924, fundando o jornal Ceará Ilustrado. Foi também redator e diretor literário do jornal O Ceará. Fundou em 1928 o jornal diário O Povo, e no ano seguinte a revista literária Maracajá, que propagava o modernismo no Nordeste do Brasil.
Foi iniciado na maçonaria em 1928 na Loja Liberdade IV Nº 846 do Grande Oriente do Brasil Ceará, loja na qual alcançou o Grau 33 do Rito Escocês e da qual foi Venerável entre 1931 e 1932.
Apoiou a Aliança Liberal e a ascensão ao poder de Getúlio Vargas. Na década de 1930, foi dirigente do Partido Social Democrático do Ceará, elegendo-se deputado federal em 1934. Na Câmara, atuou contra o Integralismo, pedindo o fechamento da Ação Integralista Brasileira. Exerceu o mandato até a dissolução da Câmara pelo Estado Novo, em 1937. Faleceu vítima de tuberculose em 1943.

## Homenagens
- Um bairro em Fortaleza, foi nomeado em homenagem ao empresário.
- Uma fundação, que pertence ao Grupo de Comunicação O Povo, no qual Demócrito foi seu fundador, foi criada e nomeada em homenagem ao empresário.